# Krymska Socjalistyczna Republika Radziecka
Krymska Socjalistyczna Republika Radziecka (ros. Крымская социалистическая советская республика) – autonomiczna republika radziecka, część składowa Rosyjskiej Federacyjnej SRR, istniejąca od 28 kwietnia do 26 czerwca 1919 r.

## Historia

### Okoliczności powstania
Władza na Krymie w okresie po rewolucji październikowej kilkakrotnie przechodziła z rąk do rąk. 25 listopada 1917 roku w Bakczysaraju Tatarzy krymscy zgrupowani w Komitecie Wykonawczym i Kongresie Tatarskim powołali kurułtaj (Konstytuantę) i proklamowali niepodległość Krymskiej Republiki Ludowej. W styczniu roku następnego władzę nad półwyspem odebrali im miejscowi bolszewicy. 18 marca proklamowano powstanie Radzieckiej Socjalistycznej Republiki Taurydy, której kres położyły: prowadzona od 18 kwietnia ofensywa armii Ukraińskiej Republiki Ludowej oraz wkroczenie na Krym wojsk niemieckich (wypełniających zapisy traktatu brzeskiego). Wskutek tych wydarzeń czasowo przywrócone zostało funkcjonowanie Krymskiej Republiki Ludowej, na czele której Niemcy postawili Matwieja Sulkiewicza. Niemcy z kolei wycofali się z Krymu w listopadzie 1918 r. Korzystając ze słabości najpoważniejszych konkurentów, czyli bolszewików i tatarskiego ruchu narodowego, rząd Krymu – z założenia tymczasowo autonomicznego – utworzyli kadeci. Na jego czele stanął Solomon Krym. Nie posiadając własnych sił zbrojnych, rząd Krymskiej Republiki Ludowej poprosił białą Armię Ochotniczą gen. Antona Denikina o skierowanie grupy wojsk na półwysep. Prośba ta została spełniona pod koniec listopada 1918 r.
Stosunki między rządem w Symferopolu a białym kontyngentem szybko stały się złe. Żołnierze byli niezdyscyplinowani, dopuszczali się morderstw i innych przestępstw na szkodę ludności cywilnej, co przekładało się na spadek popularności rządu. Krymscy kadeci doskonale rozumieli, że tylko obecność żołnierzy Armii Ochotniczej daje im gwarancję utrzymania władzy, toteż mimo wszystko nie starali się o ich usunięcie z półwyspu.

### Wejście Armii Czerwonej na Krym w kwietniu 1919 r.
Przeciwko coraz bardziej niepopularnemu rządowi Solomona Kryma i wspierającym go białym aktywnie działali i tatarscy działacze narodowi, i bolszewicy. W marcu 1919 r. rząd faktycznie nie panował już nad sytuacją na półwyspie. Jego dyspozycje dotyczące przygotowań do obrony Krymu przed zbliżającymi się z północy siłami Armii Czerwonej zostały zignorowane, a dowództwo oddziałów białych zarzuciło wręcz rządowi bezpodstawne wtrącanie się do spraw obronności. 3 kwietnia jednostki Armii Czerwonej – 1 Dywizja Zadnieprzańska pod dowództwem Pawła Dybienki – przekroczyły przesmyk perekopski. Komitet Obrony półwyspu, naprędce sformowany przez rząd, nie był już w stanie faktycznie jej prowadzić. Czerwoni posuwali się w głąb półwyspu, nie napotykając oporu. Jedyną nadzieję białego rządu na przetrwanie była pomoc Wielkiej Brytanii i Francji. W Sewastopolu znajdował się niewielki francuski garnizon; rząd Kryma bez powodzenia starał się przekonać Francuzów do wystąpienia w jego obronie i sprowadzenia dodatkowych żołnierzy.
4 kwietnia w Eupatorii został utworzony komitet rewolucyjny z Dmitrijem Uljanowem na czele. Wszczął on powstanie zbrojne i 7 kwietnia opanował miasto. Dzień później biały rząd musiał opuścić Symferopol i schronić się w Sewastopolu pod ochroną francuską. Dowodzący francuskim kontyngentem płk Trousson ogłosił na Krymie stan wojenny, a siebie samego mianował gubernatorem wojskowym. Gen. Subbotina, dowódcę sił Armii Ochotniczej na Krymie, wyznaczył na swojego zastępcę, całkowicie ignorując obecność cywilnego rządu. 12 i 14 kwietnia w Sewastopolu wylądowały dodatkowe oddziały francuskie, jednak nawet w tej sytuacji płk Trousson nie zdecydował się na konfrontację z bolszewikami. 15 kwietnia Francuzi umożliwili rządowi kadetów ewakuację z Krymu. 19 kwietnia po krótkiej wymianie ognia Francuzi zgodzili się oddać Sewastopol w ręce miejscowej rady robotniczej i żołnierskiej, kierowanej przez bolszewików, pod warunkiem, że ci nie przeszkodzą w ewakuacji okrętów francuskich. Została ona zakończona 30 kwietnia.
Tymczasem oddziały Armii Ochotniczej, które opuściły miasta i większą część terytorium Krymu, wycofały się na Półwysep Kerczeński, gdzie znajdowały się pod ochroną okrętów interwentów brytyjskich: pancerników „Iron Duke” i „Marlborough”, francuskich torpedowców oraz greckiego pancernika „Limnos”. 27 kwietnia do półwyspu zbliżył się również krążownik „Kaguł” z marynarki Sił Zbrojnych Południa Rosji. 28 kwietnia „Kaguł” wspólnie z „Iron Duke” ostrzelały wioskę Władisławowka, gdzie czerwoni koncentrowali swoje siły. Od 1 do 4 maja jednostki Armii Czerwonej bez powodzenia starały się rozbić siły białych na półwyspie, jednak ci, przy wsparciu ogniowym interwenckich okrętów, skutecznie się bronili. 5 maja czerwoni odstąpili od bezskutecznych ataków.

### Ogłoszenie powstania Krymskiej SRR

Dmitrij Uljanow, przewodniczący Rady Komisarzy Ludowych Krymskiej SRR

W dniach 28–29 kwietnia 1919 r. w Symferopolu odbyła się III obwodowa komisja bolszewików, na której oficjalnie ogłoszono powstanie Krymskiej Socjalistycznej Republiki Radzieckiej. W jej pracach obok miejscowych działaczy brali udział komisarz spraw wewnętrznych Ukraińskiej SRR Klimient Woroszyłow, członek Rady Obrony Republiki Lew Kamieniew oraz instruktor partyjnego Komitetu Centralnego Matwiej Muranow. Wyłoniono skład rady komisarzy ludowych republiki, do której weszli m.in. Dmitrij Uljanow – przewodniczący, Jurij Gawien – komisarz spraw wewnętrznych, Pawieł Dybienko – komisarz spraw wojskowych, Iwan Nazukin – komisarz oświaty, Selim Miemietow – komisarz spraw zagranicznych, I. Arabski – komisarz sprawiedliwości.
6 maja 1919 r. rząd Krymskiej SRR opublikował deklarację, w której zapowiadał utworzenie na Krymie struktur władzy radzieckiej, przeprowadzenie zjazdu rad, walkę z kontrrewolucją i utworzenie republikańskiej Armii Czerwonej. Ogłoszono równe prawa wszystkich narodowości zamieszkujących Krym, nacjonalizację przemysłu oraz konfiskatę wielkiej własności ziemskiej („obszarniczej i kułackiej”) i ziem cerkiewnych. Przewodniczący rady komisarzy ludowych odrębnym dekretem zakazywał, pod karą śmierci, samosądów, samowolnego przejmowania mieszkań i rabunku własności, także byłych żołnierzy Armii Ochotniczej. Winni takich działań mieli być rozstrzeliwani. Rząd Uljanowa zamierzał otworzyć uniwersytet w Symferopolu i podjąć działania na rzecz odnowy zniszczonych sanatoriów na Krymie.

### Upadek Krymskiej SRR
18 czerwca „Kaguł” wysadził pod Koktebelem desant 160 białych żołnierzy zabranych z Półwyspu Kerczeńskiego, pod dowództwem gen. Jakowa Słaszczowa, a następnie ostrzelał Stary Krym. W tym samym czasie biali, wspierani ogniem „Marlborough” rozpoczęli natarcie na pozycje czerwonych na Półwyspie Kerczeńskim, pod Ak-Manaj, przełamując je. Działaniami tymi dowodził gen. Aleksandr Borowski. Drugi desant biali próbowali wysadzić pod Geniczeskiem, jednak próba ta została odparta przez pociąg pancerny czerwonych.
W nocy z 21 na 22 czerwca jednostki czerwonych porzuciły Sewastopol i Symferopol i w panice cofnęły się do Perekopu. 24 czerwca po krótkiej bitwie biali opanowali Symferopol i zdławili niewielkie ogniska oporu na półwyspie. 28 czerwca ostatecznie przejęli również kontrolę nad Sewastopolem; do miejscowego portu przypłynął torpedowiec „Żywoj”. W obydwu miastach doszło do samosądów, morderstw na prawdziwych i domniemanych sympatykach bolszewików. Biali odzyskali kontrolę nad Krymem, jednak ich władza nie miała silnego poparcia miejscowej ludności. Mieszkańcy Krymu pamiętali bowiem zachowanie żołnierzy białych między listopadem 1918 r. a marcem 1919 r.